# Hiriyanfushi (Dhaalu-atol)
Hiriyanfushi is een van de onbewoonde eilanden van het Dhaalu-atol behorende tot de Maldiven.